# Marin skog

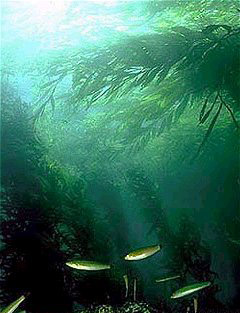
Marin skog samt fiskstim.

Marina skogar är undervattenshabitat där unika marina ekosystem återfinns. Ett typiskt kännetecken för dessa habitat är den tång som växer likt träd från havsbotten upp till 60 meter. Marina skogar består ofta av stora mängder kelp. Dessa skogar anses vara ett av de mest produktiva och dynamiska ekosystemen på jorden.
Kelpskogar finns över hela världen i tempererade och polära kusthav. År 2007 upptäcktes för första gången kelpskog i tropiska vattenområden utanför Ecuador.

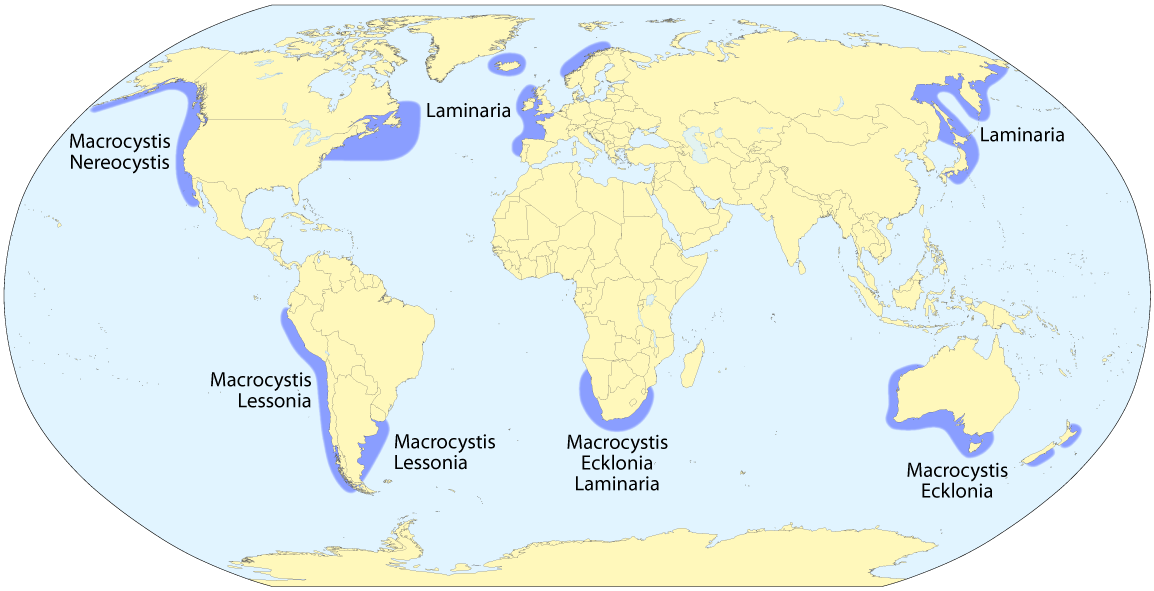
Kelpskog finns globalt.